# 引力波天文学

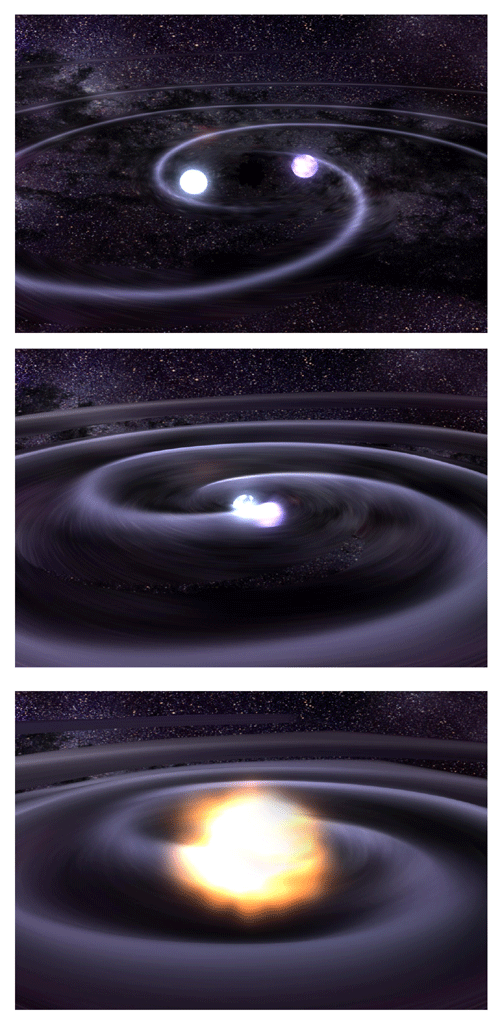
正处于旋近态的双白矮星RX J0806.3+1527，当前它们之间的距离只有八万千米左右，其后是它们发生合并的想象图；钱德拉X射线天文台已经提供间接证据支持RX J0806.3+1527可能是已知的最明亮的引力波源之一，更直接的证实需要借助像LISA这样的引力波空间探测器的观测，2016年2月11日，人类公开宣布首次探测到引力波信号。

引力波天文学（英語：Gravitational-wave astronomy）是观测天文学20世纪中叶以来逐渐兴起的一个新兴分支，其发展基础是广义相对论中引力的辐射理论在各类相对论性天体系统研究中的应用。传统天文学主要是使用电磁波來觀測各種天體系統，而引力波天文学則是通过引力波来观测发出引力辐射的天体系统。由于万有引力相互作用和电磁相互作用相比强度十分微弱，引力波的直接观测需要利用到當今最高端科技。:第1.2.1節
阿尔伯特·爱因斯坦於1915年发表广义相对论，隔年他又在理论上预言引力波的存在。然而，在之後一世紀時間，引力波都未能在实验上直接被检测到。間接的觀測最早是1974年普林斯顿大学的拉塞尔·赫尔斯和约瑟夫·泰勒发现的脉冲双星，PSR 1913+16，其軌道的演化遵守引力波理論的預測，兩人因此榮獲1993年諾貝爾物理學獎。隨後，又觀測到很多其它脈衝雙星，它們的軌道的演化都符合引力波理論的預測。
2016年2月11日，LIGO科學團隊與處女座干涉儀團隊於華盛頓舉行的一場記者會上宣布人類對於重力波的首個直接探測結果。所探測到的重力波來源於雙黑洞併合。兩個黑洞分別估計為29及36倍太陽質量，這次探測為物理學家史上首次由地面直接成功探測重力波。同年6月15日，LIGO團隊宣布，第二次直接探測到重力波。所探測到的重力波也來源於雙黑洞併合。兩個黑洞分別估計為14.2及7.8倍太陽質量，之後，又陸續確認探測到多次重力波事件。巴里·巴里什，莱纳·魏斯及基普·索恩因领导此项工作而荣获2017年诺贝尔物理学奖。

## 概述
广义相对论预言下的引力波来自于宇宙间带有强引力场的天文学或宇宙学波源，近半个世纪以来的天体物理学研究表明，引力辐射在天体系统中出现的场合非常丰富。这些可期待的波源包括银河系内的（白矮星、中子星或黑洞等致密星体组成的双星）、河外星系内的超大质量黑洞的併合、脉冲星的自转、超新星爆发、大爆炸留下的背景辐射的引力波分量、构成天体的粒子的热运动（热辐射的引力波分量）等等。:第2節引力波的观测意义不仅在于对广义相对论的直接验证，更在于它能够提供一个观测宇宙的新途径，就像观测天文学从可见光天文学扩展到全波段天文学那样极大扩展人类的视野。传统的观测天文学完全依靠对电磁辐射的探测，而引力波天文学的出现则标志着观测手段已经开始超越电磁相互作用的范畴，引力波观测将揭示关于恒星、星系以及宇宙更多前所未知的信息。:第9.2節
天文學者可以兼用電磁輻射、微中子、引力波來做天文觀察，就好像同時使用視覺、聽覺、味覺來品嘗食物一般，這門學術領域被稱為多信使天文學。:313-318

## 特点
与基于电磁波观测的传统观测天文学不同，引力波天文学具有如下特点：:第1節
- 引力波是由波源整体的宏观相干运动所產生，而非如电磁波那样来自很多單个原子或电子的运动的叠加，因此引力辐射所揭示的信息与电磁辐射观测到的完全不同。例如对一个双星系统观测到的引力波的偏振揭示了其双星轨道的倾斜度，这类关于波源运动的宏观信息通常无法从电磁辐射观测中取得。
- 如果比较波长与波源尺寸的关系，宇宙间的引力波并不像电磁波那样波长比波源尺寸小很多，这使得引力波天文学通常不能像电磁波天文学那样对波源进行拍照成相，而是类似声波直接从波形分析波源的性质。
- 大多数引力波源很难或根本无法通过电磁辐射直接观测到（例如黑洞），这个事实反过来也成立，即大多數電磁波源無法被引力波探測器觀測到。考虑到现在一般认为宇宙间不发射任何电磁波的暗物质所占比例要远大于发射电磁波的已知物质[12]，暗物质与外界的唯一相互作用即是引力相互作用，引力波天文学对这些暗物质的观测具有重要意义。
- 引力波与物质的相互作用非常弱，在传播途径中基本不会像电磁波那样容易被吸收、散射或色散，这意味着它们可以揭示一些宇宙角落深处的信息，例如宇宙诞生时形成的引力辐射至今仍然在宇宙间几乎无衰减地传播，这为直接观测大爆炸提供了仅有的可能。

## 当代引力波天体物理学
引力辐射在很多已知的天体系统的动力学中都起到了很显著的影响。这里列举了几个引力辐射在某些天体系统中的著名应用，某些应用如脉冲双星PSR1913+16是引力波间接观测的典型实例，但更多的应用还只是理论上的解释。

### 激变变星

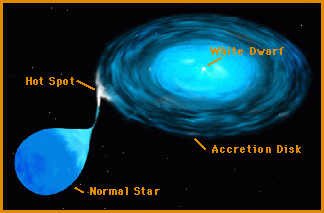
激变变星的吸积（构想图）

最早的天体系统中的引力辐射效应解释是由加利福尼亚大学圣塔克鲁兹分校的约翰·福柯纳（John Faulkner）首先提出的，他的模型是一个激变双星系统。这类系统一般都包含有新星，存在着白矮星从其伴星（在福柯纳的模型中是一颗红矮星）吸积物质的过程。与中子星的吸积过程中氢元素很快转变为重元素不同，白矮星吸积过程中的氢元素会不断积累最后导致链式核反应，从而形成系统对外可见的突发辐射，因此系统被命名为激变变星。:第7.1節
福柯纳计算了一个同时满足质量和角动量守恒的圆轨道激变变星模型。从简单的牛顿动力学就可以推导出在吸积过程中，如果质量从较大质量恒星向较小质量恒星转移，系统的轨道会收缩，相反方向的转移则会造成轨道扩张。存在有白矮星吸积的变星系统中，随着质量向较小质量恒星的转移，两颗恒星的距离逐渐被拉近，其结果会进一步使吸积速率越来越快；直到两颗恒星质量通过吸积达到相等状态后，吸积过程成为了较小质量恒星向新的大质量恒星的质量转移，这将导致系统的轨道扩张和两颗恒星距离拉开。在这种情形下，吸积的速率本该逐渐降低，但實際观测到的是吸积速率保持基本恒定。福柯纳指出轨道运动辐射出的引力波会携带一部分角动量，从而使两颗恒星的距离保持接近的趋势，即轨道扩张和引力辐射两种效应整体上共同决定了吸积速率保持恒定。福柯纳运用四极矩公式與簡單牛頓軌道動力學來计算激变变星的引力辐射效应，其结果和实验观测相当符合。:第7.1節

### 脉冲双星PSR 1913+16

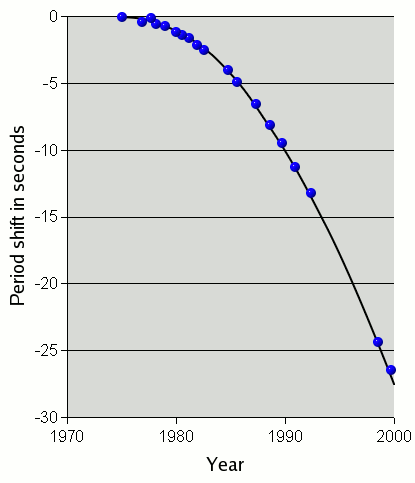
zh-Hans:双星系统;zh-Hant:聯星PSR1913+16轨道因zh-Hans:引力;zh-Hant:重力辐射而逐年衰减

轨道系统的引力辐射效应中，最著名的例子之一是1975年普林斯顿大学的赫爾斯和泰勒发现的脉冲双星，PSR 1913+16（也被称作PSR B1913+16）。这一系统由两颗圍繞著它們共同質心運轉的中子星所构成，是首个被发现的脉冲双星。脉冲星是一个稳定的时钟，这使得人们能够运用非相对论的数据分析方法，从脉冲信号的抵达时间，推算出系统轨道的基本参量（如脉冲星轨道的半长轴的投影、軌道周期等），而从广义相对论导致的抵达时间变化能够推算出与相对论效应有关的参量（如近星点的进动角速率、等），从这些参量可以进一步推算出的倾斜度、质量等（得到的两颗恒星质量都在1.4倍太阳质量左右）。:第3節
辐射导致的系统动能损失表现为双星轨道的衰减，进一步表现为轨道运动周期的逐渐降低，理论计算得到的每秒钟内的周期变化为{\displaystyle -2.40242\pm 0.00002\times 10^{-12}\,}秒。这一理论预言和实验观测结果符合得相当好，而实验观测误差则低于1%。這是迄今为止，人类在引力辐射領域对爱因斯坦方程正确性的验证中，这个实验是精确度最高的。:第2.1.2節:第2節

### CFS不稳定性和r模式不稳定性
1971年，应用四极矩公式，印度物理学家钱德拉塞卡计算自转星體的简正模式振動的本征频率的修正，他很驚訝地发现，在某些模式下，引力辐射的耦合可能會导致星體的不稳定性。之後，威斯康星大学密尔沃基分校的约翰·弗里德曼（John Friedman）和卡迪夫大学的伯纳德·舒尔茨的研究揭示，在牛顿力学中某特定模式下呈稳定狀態的星体在广义相对论中会变得不稳定，这一改变有一个关键的表征：模式的圖樣的速率，也就是說，圖樣的波峰繞著星體的旋轉軸做旋轉運動的角速度。如果旋转中的星體是一个理想流体星體，並且波峰的旋轉方向與星體的旋轉方向相同，而波峰的角速度比星體慢，這模式會不穩定，這種不穩定性被稱為CFS不稳定性:第2.1.3節。
之后，马里兰大学的黎伊·林德布洛姆（Lee Lindblom）和史蒂芬·戴特维勒（Steven Detweiler）指出，對於非理想流体星體的案例，因星体粘性作用产生的不稳定性和因引力辐射造成的CFS不稳定性，兩者傾向於相互抵消，固此波長最常的模式會展示出最為強勁的不穩定性，這模式即為四极矩模式。然而，後來從使用完全相對論性模型來做研究得到的結果暗示，這穩定性論題應歸屬天文物理學的邊緣研究。:第2.1.3節
1997年华盛顿大学圣路易斯分校的尼爾斯·安德森（Nils Andersson）首先提出，自转星體在另一类牛顿力学下的模式同樣地也會不稳定，这模式被称作「罗斯比模式 」或「r模式」。这是 动量主导的模式，即引力辐射源自於质量流的四极矩，而非质量的四极矩。其後，安德森等人的诸多研究表明，这种引力辐射导致的不稳定性在高温高速旋转的星體中表现得非常强勁，而这类星體正是对应着处于r模式的高速自转的年轻的中子星，其引力辐射的效应要强于星体本身的粘性，其结果就是不稳定性严重限制了中子星的自转频率。在这些中子星形成初期它们的自转频率都很高，伴随着引力辐射损失大部分角动量，估计算在约一年的时间内其频率可降至最大值的7.6%，温度也可從設定的初始值{\displaystyle 10^{11}K\,}降至{\displaystyle 10^{9}K\,}。加州理工学院的林德布洛姆、班傑明·欧文（Benjamin Owen）和威斯康星大学密尔沃基分校的莎朗·莫辛克（Sharon Morsink）预计，随着星体的逐渐冷却至超流体的临界温度，中子星具有的超流动性會完全抑制了r模式的不稳定性，这些较老的中子星有可能通过吸积的途径重新获得角动量从而使自转加快。这一理论的重要性在於，它或许能够解释为什么所有已知的年轻的中子星，相对于较老的毫秒脉冲星，自转速度较慢十倍左右，从而对中子星的早期演化有一个更全面深入的了解。:第2.1.3節

### 低质量X射线双星
罗西探测器的观测证明某一类特定的X射线源：低质量X射线双星系统内存在具有相当窄频自旋的中子星，它们的特性是，吸积的速度很快（每年可传递10−11倍太阳质量），磁场比较微弱（小于1011高斯）。这些中子星被认为能够通过吸积获得持续增长的角动量，从最初的低频自旋逐渐变为高频的毫秒脉冲星。从这个假设直接推導出的論述是，对这种类型的中子星进行观测时會观测到它们的频率覆盖了一个很宽的频谱范围。但事实并非如此，它们的自旋频率都大于250赫兹但小于500赫兹，其中有很多都在240-360赫兹區域內。:摘要
对这一现象目前最合理的解释是由拉尔斯·比尔德斯滕提出的，即引力辐射消耗了吸积得到的角动量，从而限制了自旋速率。他提出如下机制： 各向异性的吸积在中子星表殼形成了一个温度梯度，从而导致在核心形成了处于定域平衡态的质量梯度，更導致形成密度梯度，然後通过星體的自旋使得發射出引力辐射。增加的角动量被引力辐射消耗殆盡，因此使中子星的自旋速度保持稳定。在这种机制下，中子星放射出的引力波的光度将和测量到的X射线的通量成正比，因为X射线的通量本身也和被引力辐射消耗的角动量增量成正比。如果这种机制是正确的，天蠍座的X射线源X-1将同时辐射可观测的X射线和引力波，現今運作中的第一代干涉儀或許有可能探測到該引力波。:第7.3.5節:摘要

### 宇宙背景辐射
宇宙背景探测者（COBE）对宇宙微波背景辐射 在各向异性方面的最初观测开启了对早期宇宙研究的新窗口。而由美国国家航空航天局发射的威尔金森微波各向异性探测器（WMAP）和由欧洲空间局发射的普朗克探测器能够显著提高对这种小尺度的各向异性观测的灵敏度。这些小尺度的各向异性有可能来自大爆炸留下的微波背景辐射，也有可能来自宇宙早期的质量密度微扰形成的引力背景辐射，因此原则上能够为早期宇宙形成时留下的引力背景辐射的能量密度提供约束条件。:第2.1.5節
尽管这些探测器不能区分来自不同原因的各向异性，但目前为止这是对极低频的引力背景辐射探测的唯一手段。这些引力波所携带的信息将有助于理解早期星系形成以及利用各向异性测量宇宙学参数。而现有的引力波探测器原则上也能够测量引力波的背景辐射，但即使它们的灵敏度达到了能够测量的程度，它們的測量也仅限于较短波长的范围内，因为受干涉臂长的限制，引力波探测器无法对太长波长的引力波进行测量。:第8.1.4節:第2.1.5節

## 研究对象
引力波天文学这个名称现在已经脱离了单纯意义上的观测天文学范畴，粗略来讲引力波天文学涉及以广义相对论为基础的理论和实验天体物理学、激光物理、数字信号处理、控制论、概率统计等多方面的领域。伯纳德·舒尔茨曾列出成功观测引力波的五条关键要素：:1
1. 良好的探测器技术。
2. 良好的波形预测。
3. 良好的数据分析方法和技术。
4. 多个独立探测器间的齊步测量。
5. 引力波天文学和电磁波天文学的齊步测量。

从这五条要素可以将引力波天文学大致划归为三个方向：引力波源、引力波探测器、數據分析。

### 引力波源
研究对象为第2条和第5条，主要研究被认为可观测引力波源的物理性质，从理论上计算具体的引力波源产生的引力波的波形，以及这些特定的波源在星系中的数量和在某一时空范围内被观测到的几率。:1
天体物理学中研究的电磁波谱是從{\displaystyle 10^{7}\,}赫兹開始，向上延伸20个数量级；:第1節而引力波谱通常最高为{\displaystyle 10^{4}\,}赫兹，也向下延伸20个数量级左右，范围从最高频的超新星引力坍缩和毫秒脉冲星到最低频的宇宙早期量子涨落，涵盖种类繁多的天体系统。:第2節
| 频帶 （赫兹） | 时间尺度         | 波源 | 现有探测手段                  |
| 1 - 104       | 100秒 - 10−1毫秒 | 超新星的引力坍缩 、脉冲星 、 双中子星併合、恒星质量雙黑洞併合、 随机引力背景辐射（大爆炸、宇宙暴脹或宇宙弦） | 地面激光干涉儀 共振质量探测器 |
| 10−4 - 1      | 100小时 - 100秒  | 短周期双星、极端质量比例旋 、超大质量黑洞双星、 随机引力背景辐射（大爆炸、宇宙暴脹或宇宙弦）                 | 空间激光干涉儀 航天器测距     |
| 10−9 - 10−7   | 101年 - 100月    | 质量大于1011倍太阳质量的双星（假若存在）、 随机引力背景辐射（大爆炸、宇宙暴脹或宇宙弦）                      | 脉冲星计时                    |
| 10−18 - 10−15 | 哈勃时间         | 随机引力背景辐射（大爆炸、宇宙暴脹或宇宙弦）                                                                 | 微波背景辐射探测器            |

近年来关于引力辐射理论的研究着重于使用不同的近似来研究二体问题，主要原因在于双星系统是重要的引力波源，而且在相对论力学中二体问题并不像牛顿力学中的二体问题那么容易解析，必須徹底了解二體系統的演化，才能夠從觀測數據中萃取所有可獲得的信息。在相对论力学中，二体问题只能得到近似解，這是因為在处理辐射场以及处理非线性的爱因斯坦方程方面碰到嚴峻瓶頸。最直接的办法是后牛顿力学近似方法、數值模擬或微擾理論。:第2.2節
- 后牛顿力学近似方法是一種典型并且常用的解析方法，这种近似试图模仿牛顿力学的形式来解决较弱引力场的相对论问题。具体做法是对微小的牛顿力学量加以展开，可供选择展开的项為速度 {\displaystyle \left(v\right)} 或者牛顿引力势 {\displaystyle \left(M/R\right)}；其中，{\displaystyle M} 是波源的質量，{\displaystyle R} 是波源與探測器之間的距離。这实则是对相对论一种弱场低速的近似。这两个量是相联系的，因为对自引力系统（英语：self-gravitating system），甚至相对论性引力系统而言，{\displaystyle v^{2}\sim M/R\,}[17]:第2.2節。

对于一般的双星系统，最常见的解法是用后牛顿力学近似方法做出的解析近似，這方法可以在低階近似時給出牛頓力學描述，在高階近似時給出廣義相對論效應。后牛顿展开至最低2.5阶才會出現引力辐射效應，即展开至{\displaystyle \left(v/c\right)}的2.5幂次方项（展开至2阶时系统动量-能量仍然守恒，无引力辐射），习惯记做2.5PN:第2.2節。為了要預測雙星系統的物理行為，后牛顿方法必須至少展开到3PN。研究3PN展开獲得重要結果主要有兩個團隊，一個是塞包特·达莫（Thibault Damour），皮歐特·杰拉诺斯基（Piotr Jaranowski）和葛哈德·萨法（Gerhard Schäfer）團隊，其采用广义相对论的ADM-哈密顿量形式，另一個是范妮莎·德·安德雷德（Vanessa de Andrade）、路克·布兰谢（Luc Blanchet）和紀堯姆·法耶（Guillaume Faye）團隊，其直接在谐振坐标下计算运动方程。这两种算法的结果在物理上被证明等价，为寻找来自双星系统的引力波信号提供了可信的模板。:第1.2節当今，后牛顿展开近似的最高阶数为5.5PN，为大阪大学的佐佐木节（佐々木 節，罗马字Sasaki Misao）等人所得出。
- 原則而言，任意實際可能出來的相對論性系統都可以用電腦進行數值模擬，不論引力場有多麼強勁，不論速度有多麼快捷。數值模擬能夠被用來研究雙星演化的最終階段，這包括了它們的併合，以及任何後牛頓近似方法不適用之處。然而，儘管這方法能夠處理完全相對論性與非線性的廣義相對論問題，它仍舊被視為只是一種近似方法，因為時空並沒有被分解至無限精確度。數值模擬的準確度通常可以用收斂考驗來作判別，更詳細地說，使用不同的分辨率來做數值模擬，所獲得的結果應該找不出任何意想不到的差別，否則可以判別這數值模擬不夠準確。[14]:第6.5節
- 當應用微擾理論來解析雙星系統時，雙星系統的質量比率是微擾參數，第0階解答是較大質量星體的引力場，第1階解答是另外一個星體所貢獻的線性引力場修正，其可估算雙星系統的軌道運動與所發射出的引力輻射。微擾理論可以延伸至更高階，給出更精確的解答。特別是對於用來研究密緻星體或小型黑洞掉入超大質量黑洞時所發射出的引力輻射與其它信號，微擾理論是很理想的工具。[14]:第6.5節

### 引力波探测器
引力波探测器的研究对象为第1条和第4条，主要研究引力波探测器的设计和构造原理，噪声分析以及探测器对引力波的响应。引力波探测器一般分為共振質量探測器與電磁波束探測器兩類。由於共振質量探測器的靈敏度欠佳，現在探測引力波主要是使用的是電磁波束探測器，其使用電磁波束來測量引力波所產生的效應，從而尋找引力波的蛛絲馬跡。電磁波束探測器有很多種系統，主要的地面激光干涉儀有LIGO與VIRGO等等，LISA是正在籌劃與興建中的空間激光干涉儀，除了干涉儀以外，航天器测距與脈衝星計時也是很好的方法。:第4節在這些電磁波束探測器中，物理學者認為，干涉儀的靈敏度最高，它們最有可能探測到引力波。干涉儀有兩個優點，第一是靈敏度可以大幅度改善，應該沒有甚麼基本因素給出限制，第二是它可以操作的頻帶很寬廣，不像韋伯棒只能探測共振頻率附近的引力波。:224-226
现今一般的激光干涉儀的基本构造是一个干涉测量系统，在探测器的设计中需要考虑如何正确测量到干涉信号，以及如何测量到有用的引力波信号。引力波探测器是否能够达到探测各种引力波源的要求，探测器的灵敏度是决定因素。探测器的灵敏度应该相当于或优于可观测的引力辐射，地面引力探測器的靈敏度通常為 h ≈ 10−21 至 10−22:第3.2節，但在实际应用中由于各种随机噪声的影响总是存在，这些噪声是制约探测器灵敏度提升的主要原因。對於干涉儀而言，主要的燥聲源有震動噪聲、熱燥聲、散粒燥聲、量子燥聲、引力梯度燥聲:第3.3.1節。每一種引力波探测器都有其特定的频域下的灵敏度曲线，灵敏度曲线是由特定频域下的主导噪声决定的，例如，地面引力探測器的頻帶大約為40 Hz 至 1kHz。在低頻帶，主要限制是震動燥聲；在中間頻帶，限制改為熱燥聲；在高頻帶，必須克服散粒燥聲。通常情况下，噪声的数量级远超过探测器的灵敏度要求，因此需要找到所有可能造成影响的噪声源，并尽可能将这些噪声降低至灵敏度的要求，否则真正的引力波信号就会淹没在噪声的海洋中无法识别。:224-226
如何降噪是引力波探测器设计制造的关键环节之一，在实际应用中探测器有各种降噪手段，包括被广泛采用的自动控制的方法，通过反馈信号将参数稳定在规定的目标范围内。例如对激光干涉空间天线（LISA）而言，主要的噪声源来自探测器本身的激光频率噪声，LISA因此有其相应的激光频率降噪技术，包括光学谐振腔相位調變的解调技術、时间延迟干涉测量术等。而引力波信号传播到探测器时，由于受到地球自转和公转的多普勒调制，频率、振幅、相位等参数会发生改变；加上坐标变换、探测器本身对引力波存在特定的响应模式（即天线样式，Antenna Pattern）等因素，探测器得到的引力波信号和其在TT规范下的形式会很不相同，这也是引力波探测器的研究内容之一。

### 数据分析

激光干涉儀示意圖：假設引力波通過探測器，從量度兩隻光儲存臂的長度可以計算出和，光探測器因此可量度到幅照度差值，從而給出與此差值成正比的。

研究对象为第3条和第4条，通过对观测结果进行数据分析，寻找到可能的引力波信号。
引力波探测器的探测结果是一个同时遍布噪声和探测器对引力波信号响应的时间序列:第4.1節:第3節：
{\displaystyle s(t)=F_{+}(t)h_{+}(t)+F_{\times }(t)h_{\times }(t)+n(t)}；
其中，{\displaystyle s(t)\,}是測量到的帶有噪聲的引力波信號，{\displaystyle F_{+}\,}和{\displaystyle F_{\times }\,}分别是探测器对引力波两种偏振态的响应模式（天线样式），{\displaystyle h_{+}\,}和{\displaystyle h_{\times }\,}分别是引力波的兩種偏振態的分量，{\displaystyle n(t)\,}是随机噪声。
数据分析的基本出发点是通过傅立叶变换（例如应用快速傅立叶算法）将这个时间序列转换到频域。但由于随机噪声的存在，分析这些数据时需要考虑到其不确定性，这需要用到概率論。对于概率存在两种诠释：频率概率和贝叶斯概率，引力波信号的数据分析一般也分为相应的方法，其中对应频率概率的最常见的分析方法叫做模式匹配算法。在通信工程中，模式匹配算法是辨识信号的常用算法，它的基本思路是将信号模板（已知信号）和观测结果（未知信号）进行互相关运算，然後从观测结果中找到信号模板是否存在。对于波形能够得到准确预知的引力波信号，这种算法理论上是可行的。:第4.1節
除此之外，某些场合还对数据结果有特殊要求，例如LISA在处理数据时需要对结果进行高精度的插值以消除计时误差的影响，这种算法叫做分数延迟滤波。

## 参阅
- 引力波探测器
- 匹配濾波器